# Honokaa
Honokaa er en by i delstaten Hawaii i USA. Den er beliggende på nordøstsiden af øen Hawaii (også kaldet The big Island, "Hawai'i" på hawaiiansk). Byen har et indbyggertal på 2.699 (2020).